# 婦人および女子名誉十字章
婦人および女子名誉十字章（ふじんおよびじょしめいよじゅうじしょう、ドイツ語: Ehrenkreuz für Frauen und Jungfrauen）は、プロイセン王国の勲章。

## 概要
ドイツ帝国皇帝ヴィルヘルム1世がプロイセン王の権限のもとに1871年3月22日に制定した。この勲章は授与対象を女性に限定しながら、狭義の女性勲章ではない。成人および未成年の女性を叙勲するようアウグスタ皇妃（王妃）から皇帝に進言して制定されたものである。

## 意匠
形状は鉄十字勲章に非常によく似ており、綬に赤十字が施してある。背面に「A」と「W」を重ねた飾り文字の上に皇帝の冠、1870–1871年の刻印。蝶結状の小綬をもって左胸に佩用する。綬は非戦闘員を叙する鉄十字章と共通で、白色の織地に黒の双線。